# هيئة الاتصالات القبرصية
هيئة الاتصالات القبرصية اختصارًا سي واي تي ايه لمتد. (باليونانية: Αρχή Τηλεπικοινωνιών Κύπρου (ΑΤΗΚ))‏ هي مزود الاتصالات في قبرص. وهي منظمة شبه حكومية تأسست بموجب القانون، هي المزود الرائد للاتصالات الإلكترونية المتكاملة في قبرص. تأسست في الأصل باسم هيئة الاتصالات الداخلية القبرصية (CITA) في عام 1955، وتغيّر اسمها إلى سي واي تي ايه في عام 1961 بعد تولي السيطرة على الاتصالات الخارجية من شركة كابل أند وايرليس لمتد.
وهي المزود المهيمن لاتصالات الخطوط الثابتة والاتصالات المتنقلة والوصول إلى الإنترنت في قبرص.